# Henrik Hajós
Henrik Hajós (Budapest, 21 luglio 1886 – Budapest, 30 dicembre 1963) è stato un nuotatore ungherese.
Partecipò ad una sola gara di nuoto dei Giochi olimpici intermedi di Atene del 1906, la staffetta 4x250 metri stile libero con la squadra ungherese, composta anche da Zoltán Halmay, Géza Kiss e József Ónody.
Era il fratello minore di Alfréd Hajós.
Due anni dopo, ai Giochi della IV Olimpiade di Londra del 1908, venne eliminato nella semifinale dei 400m stile libero, mentre venne eliminato al primo turno nei 100m stile libero.